# ISAD(G)

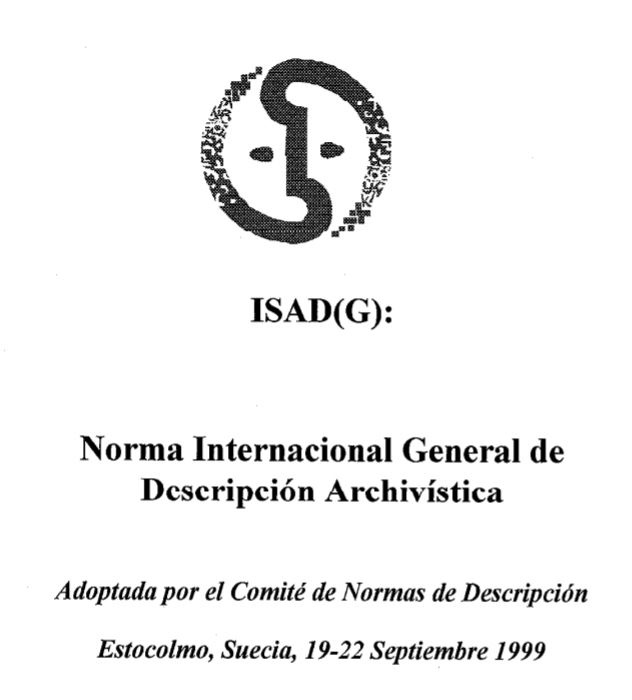
ISAD (G) Norma Internacional General de Descripción Archivística adoptada por el Comité de Normas de Descripción.

ISAD(G) son las siglas en inglés de General International Standard Archival Description (Norma Internacional General de Descripción Archivística), publicada por el Consejo Internacional de Archivos (CIA) en 1994. La segunda edición de esta norma sería adoptada por el Comité de Estocolmo en Suecia entre el 19 y 22 de septiembre de 1999.
Esta norma constituye una guía general para la elaboración de descripciones archivísticas que pueden aplicarse con independencia del tipo documental o del soporte físico de los documentos de archivo. Las reglas de esta norma no sirven de guía para la descripción de documentos especiales como sellos, registros sonoros o mapas.
Cada regla consta de:
- El nombre del elemento de descripción regulado por ella.
- El objetivo por el cual se incluye el elemento en la descripción.
- La regla o reglas generales aplicables al elemento.
- Cuando sea conveniente, ejemplos que sirvan para ilustrar la aplicación de las reglas.

## Definición
La finalidad de la descripción archivística es identificar y explicar el contexto y contenido de los documentos de archivo con el fin de hacerlos accesibles. Los procesos descriptivos comienzan con la producción de los documentos y continúan a lo largo de todo su ciclo vital.
Los elementos específicos de información sobre los documentos de archivo se establecen en cada una de las fases de su gestión (como producción, selección, acceso, conservación, organización) ya que dichos documentos deben, por un lado, ser protegidos y controlados de una manera segura, y por otro, resultar accesibles en su debido momento para todo aquel que tenga el derecho a consultarlos.
La descripción archivística, en el sentido más amplio del término, se refiere a cada uno de los elementos de información con independencia de la fase de gestión en la que se identifique o establezca. En todas las fases, la información sobre dichos documentos permanece dinámica y puede ser objeto de corrección para un mayor conocimiento de su contenido o del contexto de su producción. Especialmente, los sistemas de información automatizados pueden resultar útiles tanto para integrar o seleccionar los elementos de información cuando se precise como para actualizarlos o modificarlos. Aunque el principal foco de atención de estas reglas se centra en la descripción de los materiales de archivo a partir del momento en el que se han seleccionado para su conservación, también puede aplicarse a las fases previas.
Este conjunto de reglas generales para la descripción archivística tiene como principales objetivos:
- Garantizar la elaboración de descripciones coherentes, pertinentes y claras.
- Facilitar la recuperación y el intercambio de información sobre los documentos de archivo.
- Compartir los datos de autoridad.
- Hacer posible la integración de las descripciones procedentes de distintos lugares en un sistema unificado de información.

Las reglas se estructuran en 7 áreas de información descriptiva:
|    | Áreas                                       |
| -- | ------------------------------------------- |
| 1. | Área de identificación                      |
| 2. | Área de contexto                            |
| 3. | Área de contenido y estructura              |
| 4. | Área de condiciones de acceso y utilización |
| 5. | Área de documentación asociada              |
| 6. | Área de notas                               |
| 7. | Área de control de la descripción           |

## Historia
En 1988 en Ottawa, el Consejo Internacional de Archivos (CIA) preparó una reunión internacional de expertos en estándares descriptivos. En dicha reunión se generó un grupo de trabajo y se concretó el proyecto de normalización internacional de la descripción archivística.
Se celebró la primera reunión plenaria del subgrupo de la Comisión Ad hoc sobre Normas de Descripción del Consejo Internacional de Archivos (CIA) con el apoyo de la UNESCO en 1990, Alemania (Hörn-Grenzhausen). Como resultado, se estipuló que los estándares de descripción actuales en los diferentes países fueran relevantes cuando se preparara la normativa de alcance internacional, de esta manera se hizo una comparación de tres estándares nacionales que se crearon en los años ochenta: Archives, personal papers and manuscripts (APPM, Estados Unidos), A Manual for archival description (MAD, Reino Unido) y Rules for archival description (RAD, Canadá).
Reunidos en Madrid en 1992, la Comisión discutió el borrador, modificó y amplió la norma durante la sesión. Ese mismo año, se puso en circulación para su comentario por la comunidad archivística internacional durante el XII Congreso Internacional de Archivos celebrado en Montreal. En 1993, con la ayuda de la UNESCO se examinó y revisó de nuevo el texto de la norma para ser publicado.
La Comisión Ad hoc sobre Normas de Descripción de CIA que realizó el ISAD (G), se convirtió en un comité permanente en el Congreso Internacional de Archivos de la ACI en Beijing, China, en 1996. El actual comité se propuso realizar una revisión como prioridad para el cuatrienio 1996-2000.
Del 19 al 22 de octubre de 1998 finalizó el plazo para presentar propuestas de modificación al texto de la norma. Un año más tarde, en Estocolmo, el Comité sobre Normas de Descripción aprobó la segunda edición de la Norma ISAD (G) después de cinco años de pruebas y de recolección de ideas y propuestas.
Finalmente, los días 18 al 26 de septiembre de 2000, tuvo lugar el XIV Congreso Internacional de Archivos (Los Archivos del Nuevo Milenio en la Sociedad de la Información) en Sevilla, lugar en el que se presentó, para su publicación, la segunda edición de la ISAD(G).

## Desarrollo de la norma
La norma ISAD (G) está estructurada en 7 áreas y 26 elementos encargados de la descripción de elementos su información y su procedencia.
Área de identificación: Identifica los elementos esenciales de la unidad de información.
- Código de referencia: código compuesto por el nombre del país, su código y la signatura (macro descripción y micro descripción).
- Título: título de los documentos.
- Fecha(s): fechas de creación y disolución.
- Nivel de descripción: fondo, serie, unidad documental compuesta (expediente) y unidad documental simple (documento).
- Volumen y soporte de la unidad de descripción: Número total de documentos y elementos que comprenden la unidad de descripción.

Área de contexto: Indica el origen, organización y conservación de la unidad de descripción.
- Productor: nombre del productor/es de la unidad descriptiva.
- Historia instituciones: historia del productor/es.
- Historia archivística: historia de los documentos de la unidad de descripción.
- Forma de ingreso: tipo de ingreso que han sufrido los documentos.

Área de contenido y estructura: Indica información acerca del tema de los documentos y su organización en la unidad de descripción.
- Alcance y contenido: explicación general de la documentación que comprende la unidad documental.
- Valoración, selección y eliminación: conservación permanente o expurgo.
- Nuevos ingresos: si se prevé nueva documentación o la unidad documental está cerrada.
- Organización: cómo están organizados los documentos (alfabéticamente o por orden de llegada).

Área de condiciones de acceso y utilización: Indica información acerca de la disponibilidad de la unidad de descripción.
- Condiciones de acceso: si los documentos son accesibles para todos los usuarios o no.
- Condiciones de reproducción: si los documentos pueden ser reproducidos o tienen pendiente algún requisito (ley de protección de datos o del propio centro que conserva los documentos).
- Lengua/escritura(s) de los documentos: tipo de lengua y escritura de los documentos.[6]
- Características físicas y requisitos técnicos: requisitos técnicos y físicos para poder consultar la unidad descriptiva.
- Instrumentos de descripción: más información relativa a la información proporcionada por la unidad descriptiva.

Área de documentación asociada: Indica información acerca de materiales relacionados con la unidad de descripción.
- Existencia y localización de los documentos originales: localización de los documentos originales.
- Existencia y localización de copias: localización de las copias de los documentos originales.
- Unidades de descripción relacionadas: otros documentos relacionados con la unidad de descripción.
- Nota de publicaciones: monografías, exposiciones, artículos, etc., relacionados con la unidad de descripción.

Área de notas: Indica otra información que no encaja en el resto de áreas.
- Nota: otra información relevante para la descripción pero que no encaja en ningún área.

Área de control de descripción: Indica información sobre quién ha realizado la descripción, con qué normas la ha realizado y la fecha.
- Nota del archivero: indica quién ha realizado la descripción.
- Reglas o normas: indica con qué normas se ha realizado la descripción.
- Fecha(s) de la descripción: indica la fecha en la que se ha realizado la descripción.

### Descripción multinivel

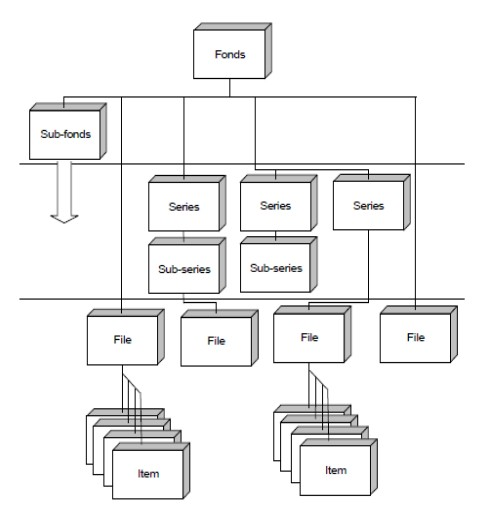
Descripción multinivel

La descripción multinivel representa al fondo documental en una estructura jerárquica como el total o general de la descripción, dividiéndolo así en fondo, subfondo, serie, subserie, unidad documental compuesta o expediente y unidad documental simple o documento.
Para la elaboración de la descripción multinivel se deben tener en cuenta los siguientes aspectos: la descripción se debe realizar de lo general a lo particular, es decir del todo a la parte. Ya que el fondo documental aporta información general, mientras que las descripciones de los otros niveles (serie, expediente y documento) proporcionan información específica. Aunque la información en algunos niveles sea semejante, no se debe repetir la información ya proporcionada. Se debe tener en cuenta el  nivel de la descripción, ya que de éste dependerá si la información es general o específica. Además, cada vez que se realice la descripción de cualquier nivel, esta debe estar relacionada con el nivel superior.

### Campos obligatorios
Aunque la norma esté formada por 26 elementos, no todos son esencialmente importantes para conocer la información básica de la unidad de descripción.
Los campos obligatorios de la norma son: código de referencia, título, fechas, nivel de descripción, volumen y soporte de la unidad de descripción y los productores, ya que obtenemos información básica y sustancial sobre la unidad de descripción.
En el elemento de descripción del productor se crean los denominados puntos de acceso desarrollados a partir de la norma ISAAR (CPF) con el fin de elaborar la forma normalizada del nombre del productor y, por lo tanto, crear un control de autoridades.